# Marion Newbigin
Marion Isabel Newbigin, née en 1869 à Alnwick et morte le 20 juillet 1934 à Édimbourg, est une géographe, biologiste et autrice écossaise. Elle est connue pour son livre Animal Geography, ouvrage clé dans le domaine de la géographie animale et de la zoogéographie, et en tant que rédactrice en chef du Scottish Geographical Magazine.

## Biographie
Marion Newbigin nait à Alnwick dans le Northumberland. Elle est la fille du pharmacien local James Lesslie Newbigin et a quatre sœurs et trois frères. Elles sont toutes féministes : deux d'entre elles ont également une carrière universitaire. Comme les universités écossaises n'admettant pas de femmes, elle suit des cours à l'Association d'Édimbourg pour l'éducation universitaire des femmes (en), une organisation privée qui propose des cours de l'Université d'Édimbourg, de l'Université d'Aberystwyth au Pays de Galles et de l'Ecole de médecine pour femmes d'Edminbourg (en), où Newbigin est formée. Elle commence à travailler comme assistante pour le zoologiste John Arthur Thomson, puis comme conférencière à la School of Medicine for Women, ce qui l'influence particulièrement,. Elle déménage à l'Université de Londres où elle obtient en 1893 une licence et un doctorat en 1898.

### Carrière scientifique
Après avoir obtenu ses diplômes à Londres, Newbigin retourne à Édimbourg, où elle prend la relève du poste de son mentor J.A. Thomson, en tant que professeure de biologie et de zoologie à la School of Medicine for Women. Ses cours sont très appréciés, tant par le public étudiant que le grand public lors de ses conférences publiques. Elle poursuit ce travail de conférencière dans diverses institutions et consacre plus tard une grande partie de son temps à la rédaction de manuels de géographie.

### Promotion de la géographie auScottish Geographical Magazine
En 1902, elle est rédactrice en chef du Scottish Geographical Magazine et occupe ce poste pendant 32 ans, jusqu'à sa mort en 1934. Pendant son mandat de rédactrice en chef, elle contribue à façonner la géographie en tant que discipline universitaire nouvelle et en favorisant le développement de la géographie. Elle utilise ce journal pour écrire des articles populaires sur divers aspects de la géographie. En tant que rédactrice et dans divers rôles institutionnels, elle encadre et encourage toute une génération de géographes britanniques.

### Mort
Elle vit à Chamberlain Road, à Édimbourg, avec ses sœurs Hilda, Alice, et Maude une fois cette dernière à la retraite. C'est là qu'elle meurt le 20 juillet 1934,,. Nature salue une « personnalité exceptionnelle et une perte pour la science géographique en Grande-Bretagne ».

## Travaux
Alors qu'elle est étudiante à Londres, Newbigin commence des recherches dans les laboratoires du Royal College of Physicians. De sujets variés, elles comprenaient notamment la coloration des plantes et des animaux, en particulier celle des espèces marines. Ses découvertes sont publiées dans des articles de revues qu'elle rédige elle-même, ou avec des collaborateurs comme notamment N. D. Paton. Plus tard, elle étudie et réalise le compte-rendu des grandes collections d'organismes marins rassemblés par l'expédition du Challenger et entreprend d'autres recherches, ce qui lui permet d'approfondir ses connaissances en histoire naturelle à la Station biologique marine de Millport. Elle réunit ses travaux et ses publications sur la coloration des organismes marins dans Color in Nature et Life by the Sea Shore. Les deux ouvrages sont salués comme étant à la fois scientifiquement rigoureux et remarquablement accessibles. Ses premières œuvres sont lues pendant de nombreuses années après leur publication.
Elle contribue à de nombreux travaux universitaires avec, même pour son époque, des intérêts géographiques diversifiés couvrant nombre des sous-domaines de la géographie. Son travail le plus important est Animal Geography qui étudie la question de la distribution et de l'adaptation des espèces animales à leurs environnements. Elle rédige aussi plusieurs ouvrages sur les géographies animales et d'autres à l'intersection de la biologie et de la géographie.
Elle écrit aussi sur la géographie politique, comme Aftermath en 1920 sur les conséquences de la Première Guerre mondiale, sur les voyages avec Frequented Ways en 1922, et sur la cartographie avec Ordnance Survey Maps en 1913.

## Hommages et récompenses
- Médaille d'or Livingstone de la Royal Scottish Geographical Society[9] ;
- Back Award (en) de la Royal Geographical Society en 1921 ;
- Présidence de la section géographique de la British Science Association[1],[4].

## Publications
- (en) Marion Newbigin, A new regional geography of the world, Harcourt, Brace & Co, 1929, 432 p.
- (en) Marion Newbigin, Aftermath : a geographical study of the peace terms, Londres, A.K. Johnston, Macmillan & Co, 1920, 128 p. (lire en ligne)
- (en) Marion Newbigin, J. S. Flett, James Geikie : the man and the geologist, Edinburgh : Oliver and Boyd, 1917, 227 p. (lire en ligne)
- (en) Marion Newbigin, Geographical Aspects of Balkan Problems: In Their Relation to the Great European War, Company Ltd, 1915, 258 p. (lire en ligne)
- (en) Marion Newbigin, Animal geography. The faunas of the natural regions of the globe, Oxford : the Clarendon press, 1913 (lire en ligne)
- (en) Marion Newbigin, Modern geography, Thornton Butterworth Ltd, 1911, 256 p. (lire en ligne)
- (en) Marion Newbigin, Colour in nature : a study in biology, Londres, J. Murray, 1898, 344 p. (lire en ligne)